# Vilmos Komornik
Vilmos Komornik, né le 15 mai 1954 à Budapest, est un mathématicien franco-hongrois, spécialiste des équations aux dérivées partielles, de théorie du contrôle et de combinatoire. professeur à l'université de Strasbourg, il est depuis 2016 membre externe de l'Académie hongroise des sciences.

## Biographie
Vilmos Komornik obtient une thèse de doctorat sur des théorèmes de type Korovkin, en 1980, à l'université Loránd-Eötvös de Budapest, sous la direction de  Zoltán Sebestyén ; il soutient aussi un doctorat en sciences mathématiques en 1991. Il est professeur à l'université de Strasbourg, maintenant émérite.
Ses recherches portent sur l'analyse, la théorie du contrôle, mais aussi l'arithmétique combinatoire. Il est connu pour ses estimations du temps de contrôle des équations aux dérivées partielles, pour une stratégie efficace de rétroaction et pour ses recherches combinatoires et topologiques sur les systèmes de nombres, en particulier, avec Paola Loreti, pour la constante de Komornik-Loreti.
Il a publié près de 200 articles et plusieurs livres,. Son nombre d'Erdős est de 1.

## Publications (sélection)
- (en) Vilmos Komornik, « The asymptotic behaviour of the eigenfunctions of higher order of a linear differential operator », Studia Scientiarum Mathematicarum Hungarica, vol. 15,‎ 1980, p. 421-430.
- (en) Vilmos Komornik et Enrike Zuazua, « A direct method for the boundary stabilization of the wave equation », Journal de mathématiques pures et appliquées, 9e série, vol. 69, no 1,‎ 1990, p. 33-54.
- Vilmos Komornik, « Estimation d’énergie pour quelques systèmes dissipatifs semilinéaires », Comptes rendus de l'Académie des sciences, i, vol. 314, no 10,‎ 1992, p. 747-751.
- (en) Vilmos Komornik, Exact controllability and stabilization: The multiplier method, Chichester, Wiley, 1994.
- (en) Vilmos Komornik et Paola Loreti, « Unique developments in non-integer bases », American Mathematical Monthly, vol. 105, no 7,‎ 1998, p. 636-639.
- Vilmos Komornik, Précis d’analyse réelle, vol. 2. : Analyse fonctionnelle, intégrale de Lebesgue, espaces fonctionnels, Paris, Ellipses, 2002, 248 p. (ISBN 978-2-7298-1067-2), traduit en anglais chez Springer en 2016.
- (en) Vilmos Komornik et Paola Loreti, Fourier series in control theory, New York, NY, Springer, coll. « Springer Monographs in Mathematics », 2005, 226 p. (ISBN 0-387-22383-5).
- (en) Vilmos Komornik et Gérald Tenenbaum, « An Ingham-Müntz type theorem and simultaneous observation problems », Evolution Equations and Control Theory, vol. 4, no 3,‎ 2015, p. 297-314.
- (en) Vilmos Komornik, Topology, calculus and approximation, London, Springer, coll. « Springer Undergraduate Mathematics Series », 2017, 379 p. (ISBN 978-1-4471-7315-1).

## Distinctions
Vilmos Komornik a été en 1981 le récipiendaire du prix du gouvernement hongrois en mémoire de Géza Grünwald (en).
Il est membre de l'Académie hongroise des sciences depuis 2016.